# So Weird - Storie incredibili
So Weird - Storie incredibili (So Weird) è una serie televisiva statunitense girata a Vancouver, Columbia Britannica, che è andata in onda negli Stati Uniti d'America su Disney Channel dal 1999 al 2001 e in Italia sempre su Disney Channel dal 2001.
La serie è incentrata su una giovane ragazza, Fiona Philips (Cara DeLizia), che è in viaggio su un bus insieme a sua madre rock star (Mackenzie Philips), incontrando attività paranormali sulla loro via. Comportandosi come degli X-Files per la gioventù la serie dà un tocco misterioso e oscuro alle serie televisive Disney.
La terza e ultima serie vede la sostituzione di Cara DeLizia con l'attrice Alexz Johnson (Jude Harrison in Instant Star), che dà una versione meno oscura al programma. Dopo l'episodio 65, Disney Channel fermò la produzione della serie.

## Trama

### Prima stagione
La serie ha inizio con la giovane Fiona Phillips (Cara DeLizia) in tour con la madre, famosa rockstar, Molly (Mackenzie Phillips), il fratello Jack (Patrick Levis), l'autista del bus Ned (Dave Ward), sua moglie Irene (Belinda Metz) e suo figlio Clu (Erik von Detten). A fare da filo conduttore agli incontri paranormali di Fi è il tentativo di mettersi in contatto con suo padre, Rick, che morì quando lei aveva solo 3 anni. Fi "incontra" per la prima volta suo padre nel secondo episodio, "Website", quando una forza sconosciuta le invia un articolo via internet avvertendola sul suo futuro. Durante i 13 episodi della stagione, Fi incontra diverse entità sovrannaturali come gli alieni, i buchi temporali ed i fantasmi oltre ad un potente tulpa (quando una credenza popolare è così forte da dare vita ad un fenomeno sovrannaturale), un bigfoot, degli angeli e, soprattutto, Will o' the Wisp. Il finale di stagione vede Jack posseduto da un Will o' the Wisp irlandese conosciuto anche come Spunkie. Fi scopre il vero nome di Spunkie - e cioè Bricriu - e salva suo fratello pronunciandolo. Bricriu si offre allora per proteggere Fi, ma la ragazza, credendo che lo spirito menta, non accetta. Tuttavia, in seguito, alcuni eventi fanno intendere che lo spirito potesse essere davvero sincero, ma la cosa non verrà mai chiarita.

### Seconda stagione
La seconda stagione diventa ancora più dark della prima estendendosi per ben 26 episodi. La stagione inizia con Molly che interrompe momentaneamente il tour per registrare il suo nuovo album. Fi e l'amica Candy incontrano un medium che si rivela essere un impostore. Tuttavia, colui che smaschera l'impostore si rivela essere un vero medium e aiuta Fi a mettersi in contatto con il padre suonando la vecchia chitarra di quest'ultimo. L'episodio si conclude con un'emozionante scena in cui Molly rivela i suoi veri sentimenti sulla ricerca condotta da Fi. Il personaggio di Clu viene ridimensionato durante la stagione poiché inizia il college. Suo fratello Carey (Eric Lively) viene allora introdotto nella storia per colmare il vuoto lasciato dal personaggio. Diverse creature mitiche fanno la loro comparsa durante la stagione come i vampiri, i lupi mannari, le banshee, i troll, le sirene e gli uomini-pesce. In un episodio rivelatore, Fi scopre che il padre, in vita, condusse le stesse ricerche sovrannaturali condotte da lei, infatti questo è ciò che l'ha portato alla morte. In seguito a questa rivelazione, Fi si arrabbia con la madre poiché le ha nascosto la verità sulla morte del padre. Molly viene poi posseduta da un Will o' the Wisp proprio come Jack nella prima stagione e Fi scopre che i Will o' the Wisp oppure altre forze oscure, quindi non necessariamente Bricriu, potrebbero aver ucciso suo padre, risultando dall'incidente motociclistico che qualcuno aveva preso la sua vita. In questo episodio, Bricriu usa Molly per uccidere un pompiere che era presente all'incidente automobilistico di Rick e che si era accorto che il padre di Fi era già morto, senza nessuna causa apparente, prima che la macchina si schiantasse. Dopo quest'episodio, Fi ha un fugace contatto con il padre. La stagione si conclude con la scoperta di Fi che la sorella gemella del padre riceve messaggi dal fratello durante il sonno. I messaggi conducono Fi in una soffitta dove viene attaccata da un demone e salvata dallo spirito del padre. Rick la lascia con un messaggio nel quale l'avverte che il mondo degli spiriti è infuriato con lei e che avrebbero cercato di fermarla; alla fine Fi riesce a dare l'appropriato addio al padre che aveva sempre sognato.
Alcuni fan della DeLizia considerano questo un appropriato, e anche abbastanza soddisfacente, finale per lo spirito originale della serie.

### Terza stagione
Dopo i forti toni dark degli inizi e le storie intricate, lo show fu spinto verso toni più leggeri per l'ultima parte di episodi. Cara DeLizia lascia la serie dopo il primo episodio di questa stagione che introduce Annie Thelen (Alexz Johnson), una sua coetanea amica di famiglia. Fi ha ancora un ultimo incontro con Bricriu che si conclude con lui che la convince a rinunciare alla sua innata attrazione verso il sovrannaturale per proteggere la sua famiglia. Fi, incapace per qualche incomprensibile ragione di capire che Bricriu stava agendo per il suo bene, lo intrappola dentro un floppy disk. Il legame con il sovrannaturale, rappresentato dall'anello che il padre le aveva lasciato, viene passato ad Annie quando Fi decide di andare a vivere con la zia. Molly trasferisce la sua famiglia in una nuova casa colorata.
La storia di Annie ruota attorno al mistero di uno spirito guida che la segue dovunque sotto le spoglie di una pantera. Il suo personaggio è inoltre portato per la musica e molti episodi la vedono impegnata nel canto, molti di più che i precedenti con Mackenzie Phillips. Le storie della stagione sono lontane anni luce dagli episodi precedenti e vedono persone risucchiate dentro i dipinti (ed in seguito anche nelle fotografie) e una punizione che non finisce mai. Fi non appare più nella stagione, neanche nell'episodio finale che è un clip-show maggiormente incentrato sulla terza stagione.
Il mistero della pantera viene comunque rivelato: quando Annie aveva tre anni e viveva in Amazzonia, salvò una ragazza indigena a rischio della sua stessa vita. La tribù della ragazza la salvò e il padre di quest'ultima assunse le sembianze di una pantera per proteggerla sempre come segno di riconoscenza per ciò che Annie aveva fatto.

## Personaggi e interpreti
- Fiona 'Fi' Phillips (Stagioni 1-2), interpretato da Cara DeLizia.
- Molly Phillips, interpretato da Mackenzie Phillips.
- Annie Thelen (Stagione 3), interpretato da Alexz Johnson.
- Jack Phillips, interpretato da Patrick Levis.
- Clu Bell (Stagione 1), interpretato da Erik von Detten.
- Carey Bell (Stagioni 2-3), interpretato da Eric Lively.
- Irene Bell, interpretato da Belinda Metz.
- Ned Bell, interpretato da Dave Ward.

## Episodi
| Stagione         | Episodi | Prima TV originale | Prima TV Italia |
| ---------------- | ------- | ------------------ | --------------- |
| Prima stagione   | 13      | 1999               | 2001            |
| Seconda stagione | 26      | 1999-2000          | 2001            |
| Terza stagione   | 26      | 2000-2001          | 2002            |

## Cancellazione
Dopo 65 episodi, la Disney cancellò la serie, come era consuetudine allora, senza curarsi della popolarità della serie. Subito dopo la cancellazione del telefilm, le repliche furono programmate molto frequentemente. Nel 2002, la Disney Channel fece un restyling completo del canale verso toni più leggeri ed il telefilm scomparve del tutto dal palinsesto sia americano che europeo.

## Trame previste e non affrontate
I produttori esecutivi Jon Cooksey e Ali Marie Matheson avevano pianificato una terza stagione molto più dark e differente da quella poi effettivamente realizzata. La seconda stagione si sarebbe dovuta concludere con il fantasma di Rick scaraventato via dalla soffitta prima di avere il suo addio strappalacrime con Fi. La terza stagione avrebbe dovuto riprendere con diverse riapparizioni di Bricriu che avrebbe posseduto Fi salvata poi da un prete, fratello di Molly. Fi avrebbe continuato i suoi incontri paranormali, ma l'incontro nella soffitta le avrebbe fatto prendere qualche precauzione in più, le radici di streghe dei Phillips anche sarebbero state affrontate, le storie degli alieni affrontate nelle prime due stagioni sarebbero giunte ad una conclusione, Jack avrebbe scoperto di aver vissuto una vita passata come cavaliere (cosa già vagamente accennata negli episodi precedenti), il passato da alcolista di Molly (accennato in "In the Darkness") sarebbe stato affrontato, e la storia di Rick sarebbe continuata per tutta la serie fino al finale con Fi in viaggio verso l'Inferno per salvare suo padre.
Tuttavia la Disney non approvò l'inserimento di trame così dark nel telefilm e così optarono per un tono più leggero per la terza stagione. Questa decisione portò Cooksey e Matheson a lasciare lo show, comunque diverse storie non si sarebbero potute affrontare perché Cara DeLizia aveva già deciso di abbandonare il telefilm e di dedicarsi ad altri progetti.
L'altra incidenza conosciuta che spinse la Disney a rifiutare le storie previste fu l'episodio "Chrysalis", mai prodotto. L'episodio avrebbe visto Carey aiutare un suo amico vittima di tossicodipendenza e sarebbe servito anche per introdurre la sotto-storia dell'alcolismo di Molly. La tossicodipendenza fu evitata, ma l'alcolismo di Molly fu comunque introdotto nell'episodio "Avatar".

## Cambi del cast e apparizioni speciali
Erik von Detten fu "scippato" dallo show dalla Disney poiché aveva coinvolto l'attore in altri due progetti del canale tra cui la sit-com Odd Man Out e la serie Dinotopia. von Detten tornò comunque per alcuni episodi nella terza stagione del telefilm e recitò anche nel film Pretty Princess. Eric Lively fu ingaggiato per sostituirlo nel telefilm.
A dispetto dei pettegolezzi, la DeLizia aveva già deciso di lasciare lo show dopo la seconda stagione prima che la Disney decidesse il cambio di tono del telefilm.
Nell'episodio della terza stagione "Earth 101", Fi fa un'apparizione cameo grazie ad alcune tracce audio d'archivio e ad una sosia. La DeLizia non appare nell'episodio.
Il gruppo The Moffats fa un'apparizione speciale nell'episodio "Destiny".
Il gruppo SHeDAISY fa un'apparizione speciale nell'episodio "Listen".
Mackenzie Phillips non appare in due episodi della serie.

## La musica diSo Weird
La serie include canzoni originali cantate sia da Mackenzie Phillips che da Alexz Johnson. Canzoni cantate da Mackenzie includono la sigla "In the Darkness", "Another World", "Rebecca", "The Rock" e "Love is Broken". Ogni canzone di solito aveva come tema quello dell'episodio in cui veniva inserita. Per esempio, "Rebecca" fu cantata nell'episodio omonimo che trattava della migliore amica d'infanzia di Molly che scomparve quando avevano 13 anni. Un mix delle canzoni di Molly fu eseguito nell'episodio "Encore".
"Last Night Blues" fu l'unica occasione in cui Cara DeLizia cantò durante la sua permanenza nel telefilm. La canzone venne "magicamente" trasferita ai personaggi da un musicista blues assassinato.
La terza stagione ha usato principalmente canzoni di Alexz Johnson. Una delle canzoni originali di Alexz, "Dream About You", fu eseguita durante l'episodio "Carnival". Un video musicale di Alexz, "Shadows", uscì durante la messa in onda degli episodi finali del telefilm.
La seguente è una lista incompleta della musica sentita in "So Weird". Con l'eccezione di "Lorena" e delle apparizioni speciali di alcuni gruppi, tutta la musica era originale, creata apposta per il telefilm.

### Stagione 1
- "In the Darkness"

Musica di: Annmarie Montade
Parole di: Jon Cooksey
Eseguita da: Mackenzie Phillips
- "More Like a River"

Musica di: Brent Belke
Parole di: Jon Cooksey
Eseguita da: Mackenzie Phillips
- "Rebecca"

Musica di: Annmarie Montade
Parole di: Jon Cooksey
Eseguita da: Mackenzie Phillips
- "She Sells"

Musica di: Annmarie Montade
Parole di: Jon Cooksey
Eseguita da: Mackenzie Phillips

### Stagione 2
- "Origami"

Eseguita da: Mackenzie Phillips
- "New Math"

Eseguita: Mackenzie Phillips
- "The Rock"

Eseguita da: Mackenzie Phillips
- "Love Is Broken"

Eseguita da: Mackenzie Phillips
- "Last Night Blues"

Eseguita da: Mackenzie Phillips e Cara DeLiza
- "Another World"

Eseguita da: la fittizia "Phillips Kane Band", e Mackenzie Phillips. Versione alternativa eseguita da David Steele

### Stagione 3
- "One In A Million World"

Eseguita da: Mackenzie Phillips e Alexz Johnson
- "To Dream About You"

Eseguita da: Alexz Johnson
- "Never Give Up"

Eseguita da: Alexz Johnson
- "What You Do (Voodoo)"

Eseguita da: Mackenzie Phillips
- "Thinkin' About Tomorrow"

Eseguita da: Mackenzie Phillips
- "A Different Story"

Eseguita da: Mackenzie Phillips
- "Push Me, Pull You"

Eseguita da: Alexz Johnson
- "'Cause You're Watching Over Me (Shadows)"

Eseguita da: Alexz Johnson
- "While I Stare"

Eseguita da: Mackenzie Phillips

### Altre canzoni
- "Lorena" (Frammento di canzone folk)

Eseguita da: Mackenzie Phillips
- "Star-Dot-Star" (jingle fittizio)

Eseguito dal cast (e dai gremlin)
- "Jack's Lullaby"

Eseguita da: Patrick Levis
- "Questions"

Eseguita da: Jewel Staite
- "Little Goodbyes"

Eseguita da: SheDaisy
- "Misery"

Eseguita da: The Moffatts